# Николаев, Александр Сергеевич (футболист)
Александр Сергеевич Николаев (2 января 1948, Чарджоу, Туркменская ССР) — советский футболист, нападающий, полузащитник. Мастер спорта СССР (1968).

## Биография
Воспитанник туркменского футбола, играл за команды республики «Захмет» Чарджоу (1965—1967) и «Строитель» Ашхабад (1968—1969). С 1970 года — на родине отца — в Ленинграде. Играл в первой лиге за «Динамо» (1970—1971, 1977—1979 — 141 игра, 25 голов) и в высшей лиге за «Зенит» (1972—1975 — 83 игры, 16 мячей). Чемпион Ленинграда в 1981—1983 годах в составе клубной команды «Динамо».
Выпускник ГОЛИФК имени П. Ф. Лесгафта (1986). Тренировал в Ленинграде вторую команду «Динамо» и СК «Скороход».